# Beto Benites
Beto Benites (1970) è un attore, produttore cinematografico e direttore del casting peruviano.

## Biografia
Attualmente è residente in Venezuela.
Nel 2011 interpretò la parte di Don Luis Sandoval, il signore della droga del film Colombiana, di Olivier Megaton, con Zoe Saldana.

## Filmografia
- Babysitting 2 - 2015
- Pelo Malo (attore) - 2013
- Km 72 (attore) - 2013
- La vida precoz y breve de Sabina Rivas (attore) - 2012
- Colombiana (attore) - 2011
- Hermano (attore) - 2010
- Quédate (attore) - 2008
- Postales de Leningrado (attore) - 2007